# Koninklijke Belgische Snelschaatsfederatie
De Koninklijke Belgische Snelschaatsfederatie (KBSF), in het Frans Fédération royale Belge de patinage de vitesse (FRBPV) is een Belgische schaatsorganisatie. De organisatie overkoepelt de snelle schaatsdisciplines in België, met name langebaan en shorttrack. Bij de bond zijn zes shorttrackclubs en twee langebaanclubs aangesloten.